# The Vigilante
Pour les articles homonymes, voir Vigilante.
Pour plus de détails, voir Fiche technique et Distribution.
The Vigilante est un serial américain en quinze chapitres réalisé par Wallace Fox, sorti en 1947. Il est basé sur la série de comics du même nom.
Il est sorti en France sous forme de deux films, sous le titre de L'Indomptable G-Man.

## Synopsis
The Vigilante, un agent du gouvernement masqué, est chargé d'enquêter sur l'affaire des cent perles rouges, un ensemble de perles rouge sang rares et maudites, recherchées par un gang dirigé par l'inconnu X-1 et qui pourraient avoir été introduites clandestinement dans le pays.
Greg Sanders, sous l'identité d'un acteur, est en train de tourner un western au ranch de George Pierce. Pierce est un riche éleveur et propriétaire d'une boîte de nuit. Lorsque le Prince Hamil arrive au ranch, il offre cinq chevaux : à Sanders, Pierce, le Captaine Reilly, Tex Collier et Betty Winslow. Mais un gang de hors-la-loi attaque et tente de voler les chevaux. Il s'avère que chaque cheval a vingt perles cachées dans ses fers, dans des compartiments secrets. En enquêtant, Sanders découvre que le serviteur du Prince Hamil a volé les perles de son maître et les a introduites clandestinement grâce aux chevaux avec l'intention de les transmettre à X-1.

## Fiche technique
- Titre original : The Vigilante
- Titre français : L'Indomptable G-Man[2]
- Titre(s) français alternatif(s) : G-Man, vengeur contre K1 et Le Mystère des cent perles rouges[2]
- Titre anglais alternatif : The Vigilante: Fighting Hero of the West
- Réalisation : Wallace Fox
- Scénario : Arthur Hoerl, Lewis Clay et George H. Plympton
- Direction artistique : Paul Palmentola
- Décors : George Montgomery
- Photographie : Ira H. Morgan
- Montage : Earl Turner
- Musique : Mischa Bakaleinikoff
- Production : Sam Katzman
- Société(s) de production : Sam Katzman Productions
- Société(s) de distribution : Columbia Pictures (USA)
- Pays de production :  États-Unis
- Langue originale : anglais
- Format : noir et blanc — 35 mm — 1.37,1 — son Mono
- Genre : action, espionnage, western
- Durée : 285 minutes
- Dates de sortie :
  - États-Unis : 22 mai 1947
  - France : 30 septembre 1949 (sous forme de deux films)

## Distribution
- Ralph Byrd : Greg Sanders / The Vigilante
- Ramsay Ames : Betty Winslow
- Lyle Talbot : George Pierce
- George Offerman Jr. : Stuff
- Robert Barron : le prince Hamil
- Hugh Prosser : le capitaine de police Reilly

## Chapitres
1. The Vigilante Rides Again
2. Mystery of the White Horses
3. Double Peril
4. Desperate Flight
5. In the Gorilla's Cage
6. Battling the Unknown
7. Midnight Rendezvous
8. Blasted to Eternity
9. The Fatal Flood
10. Danger Ahead
11. X-1 Closes In
12. Death Rides the Rails
13. The Trap that Failed
14. Closing In
15. The Secret of the Skyroom

Source : 